# Pleurolidia
Pleurolidia is een geslacht van weekdieren uit de klasse van de Gastropoda (slakken).

## Soort
- Pleurolidia juliae Burn, 1966